# Venus Berlin

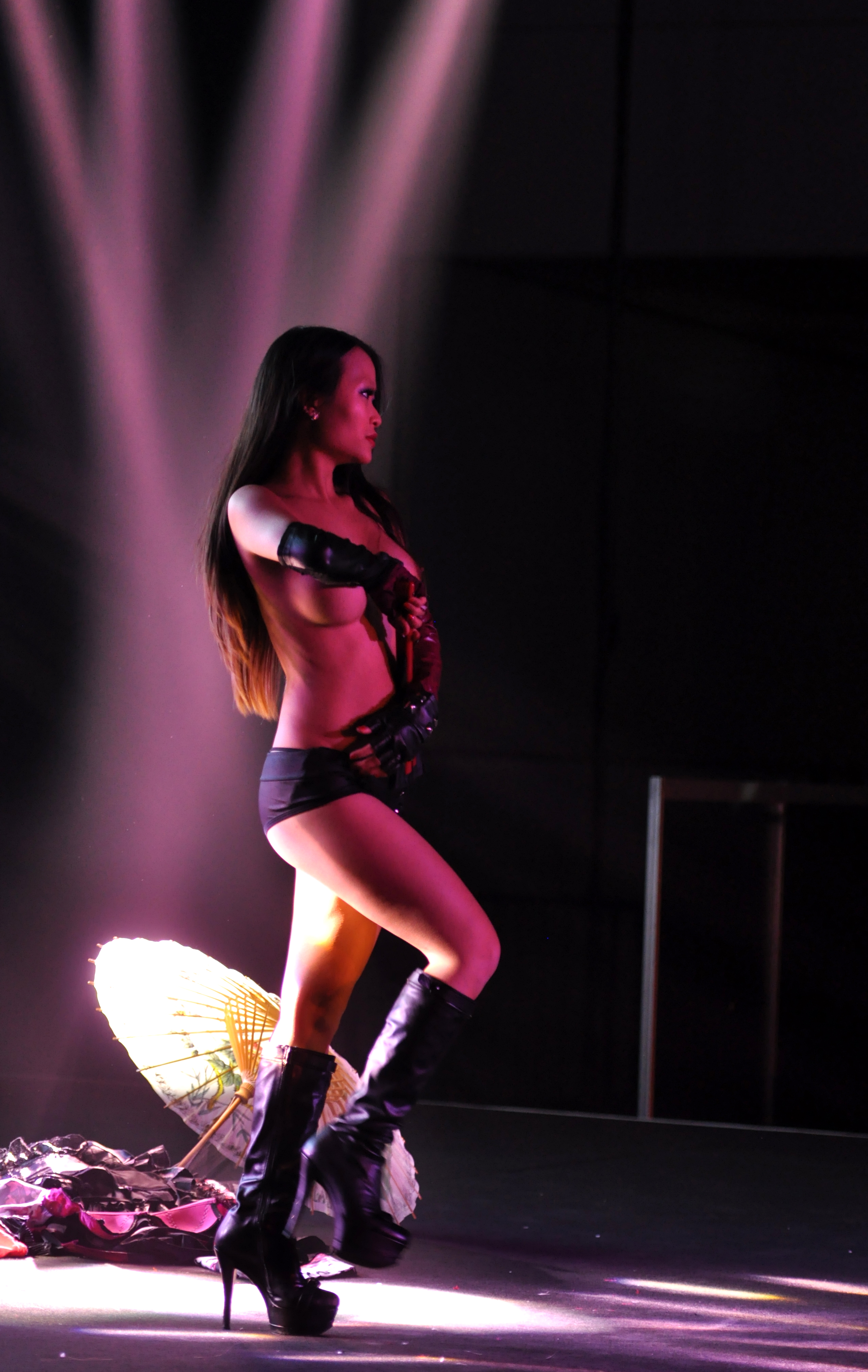
Liveshow, Venus 2014

A Vênus é uma feira erótica realizada anualmente desde 1997 em Berlim, no Messe Berlin sob a Torre de Rádio. Em 2006, pela primeira vez uma feira Vênus foi organizada em Paris e Xangai. O evento conta com mais de 400 expositores de 36 países diferentes e visitantes profissionais de mais de 60 países, com mostras de comércio internacional para internet, multimídia e entretenimento adulto.
Na ocasião do evento são concedidos prêmios anuais pela indústria pornô alemã, até 2004 era o Venus Award, e desde 2005 o Eroticline Award é apresentado em seu lugar.
Os organizadores da feira é a VENUS Berlin GmbH, GF Sven Hurum.